# Litania (muzyka)
Litania w muzyce
Od samego początku istnienia tej formy modlitwy w liturgii kościołów chrześcijańskich wykonywano ją śpiewając, co wynika bezpośrednio z jej żydowskich korzeni. Jednakże nie posiadamy zapisu muzycznego najwcześniejszych form litanijnych, występujących tak we mszy, modlitwach oficjum, jak i poza liturgią. Pod koniec IX w. w opactwie Sankt Gallen stworzono poetyckie wersje Litanii do Wszystkich Świętych z refrenem przeznaczonym do śpiewania w czasie publicznych procesji. Najwcześniejsze monodyczne zapisy muzyczne Litanii do Wszystkich Świętych pochodzą z XI w., a jej ostateczna wersja muzyczna została ustalona w księgach liturgicznych Piusa V (1566–72). Od XII w. rozwinęła się na bazie litanii maryjnych bogata twórczość litanijna do różnych świętych.
Bardzo często litania była opracowywana muzycznie przez wybitnych kompozytorów. Najwięcej kompozycji polifonicznych pochodzących z okresu renesansu wyszło spod ręki Orlando di Lasso i P. da Palestriny. Oprócz nich kompozycje oparte na tekstach litanii pisali np. H.L. Hassler, Ph. de Monte, L. de Victoria i wielu innych. W XVI w. kompozytorzy opracowywali głównie: Litaniae de omnibus sanctis; Litaniae de Nomine Jesu czy Litaniae corporis Christi.
Najwięcej kompozycji litanijnych powstało w XVII w. Znamy ok. 600 takich utworów z tego okresu. Najpowszechniej wykonywane i tworzone były w Wenecji, Bolonii i Loreto. Z reguły opracowywano je zgodnie z tekstem liturgicznym, ale niekiedy poddawano go dowolnym przeróbkom. Kompozytorzy stosowali różnorodne układy wykonawcze, od prostych opracowań 3-4-głosowych, do rozbudowanych form wielochórowych (G. Gabrieli) i układów koncertujących (Grandi, Monteverdi, Merula).
Wśród osiemnastowiecznych kompozytorów litanii warto wymienić takie nazwiska, jak Antonio Caldara, Johann Joseph Fux, Johann Adolf Hasse, Antonio Salieri, Wolfgang Amadeus Mozart i Jan Dismas Zelenka.
W Kościele luterańskim w Niemczech litanie polifoniczne pisali m.in. Michael Praetorius, Johann Hermann Schein, Heinrich Schütz czy Carl Philipp Emanuel Bach.
Współcześni kompozytorzy piszący muzykę do tekstów litanijnych to m.in. Arvo Pärt, a z polskich kompozytorów Paweł Łukaszewski.